# Bataille de l'Aisne (57 av. J.-C.)
Pour les articles homonymes, voir Bataille de l'Aisne.
Guerre des Gaules
Batailles
- Magetobriga (60)
- Arar (58)
- Cavillonum (58)
- Bibracte (58)
- Ochsenfeld (58)
- L'Aisne (57)
- Le Sabis (57)
- Octodure (57)
- Morbihan (navale) (56)
- Vernix (56)
- Expéditions en Bretagne (55 et 54)
- Aduatuca (54)
- Avaricum (52)
- Gergovie (52)
- Lutèce (52)
- Alésia (52)
- Uxellodunum (51)

La bataille de l'Aisne (anciennement l'« Axona ») vit la victoire des Romains sur les Belges conduits par Galba, roi des Suessions, désigné pour commander l'armée celto-germaine, en mai 57 av. J.-C. La capitale des Suessions, Noviodunum, fut prise en juin et Galba fut fait prisonnier. Depuis le XIXe siècle, le lieu de la bataille est identifié sur la commune de Berry-au-Bac où le camp de César a été retrouvé au lieu-dit Mauchamp,.

## Contexte
La menace germaine d'Arioviste ayant pris fin à la bataille de l'Ochsenfeld, l'ancienne inimitié entre les nations gauloises refit surface. Dans cette situation, de nombreux Gaulois cherchèrent des alliances avec les Belges, qui eux-mêmes s'unirent contre Rome. César, alors en Gaule cisalpine, fut notamment informé de cette ligue par Titus Labienus, commandant des légions romaines en Gaule. Les Belges s'échangèrent mutuellement des otages et s'allièrent contre Rome par crainte de voir cette dernière se retourner contre eux une fois la Gaule pacifiée. Et les demandes de certains peuples gaulois, qui ne supportaient pas que l'armée romaine hiverne sur leurs terres, encouragèrent l'alliance belge,.
Ces derniers avaient la réputation d'être les plus vaillants en Gaule : ils étaient les seuls à avoir repoussé la terrible invasion des Cimbres et des Teutons, qui avaient traversé le reste de la Gaule et fait trembler Rome elle-même. Les vaincre donnerait à réfléchir aux autres Gaulois, selon César.

### Coalition belge
Revenu en Gaule (probablement à Vesontio, la capitale des Séquanes) à la suite de deux nouvelles légions (les XIII et XIV), César apprend que tous les peuples de Gaule belgique lèvent des troupes et s'assemblent en une seule armée. Seuls les Rèmes, voisins des Gaulois, se prononcent pour César. L'armée belge s'unit sous la direction d'un certain Galba (ou Adra selon Dion Cassius), roi des Suessions, qui est rejoint par quelques troupes germaines. César fournit une liste détaillée des peuples ayant pris part à cette coalition, pour un total de 306 000 guerriers selon lui, répartis comme suit : les Bellovaques (60 000), les Suessions (50 000), les Nerviens (50 000), les Morins (25 000), les Atuatuques (19 000), les Atrebates (15 000), les Ambiens (10 000), les Calètes (10 000), les Véliocasses (10 000), les Viromanduens (10 000), les Ménapiens (9 000), en plus de 40 000 Germains (les Condruses, Éburons, Caeroesi et Pémanes), chiffres à prendre avec précautions.

### Campagne romaine
César, après quinze jours de marche ininterrompue et ayant envoyé une armée alliée éduenne ravager les terres des ennemis, établit le camp fortifié à la frontière entre les Rèmes et les autres nations belges, sur l'Axona (aujourd'hui l'Aisne), alors que l'armée belge marche sur lui. La rivière défend ainsi un des côtés du camp et permet à l'armée de recevoir le ravitaillement des alliés gaulois, et il place sur le pont de l'Axona six cohortes commandées par Quintus Titurius Sabinus, un de ses lieutenants.
Les Belges, marchant sur César au début de l'été, attaquent l'oppidum rème de Bibrax qui est à proximité du camp des légions romaines, de sorte que le proconsul est contraint d'envoyer une troupe, composée de Numides, d'archers crétois et de frondeurs baléares, à la ville assiégée pour provoquer le combat. Les Belges abandonnent le siège, dévastent les alentours, reprennent leur marche contre César, et établissent un immense camp à environ un kilomètre de celui des Romains.

## Déroulement

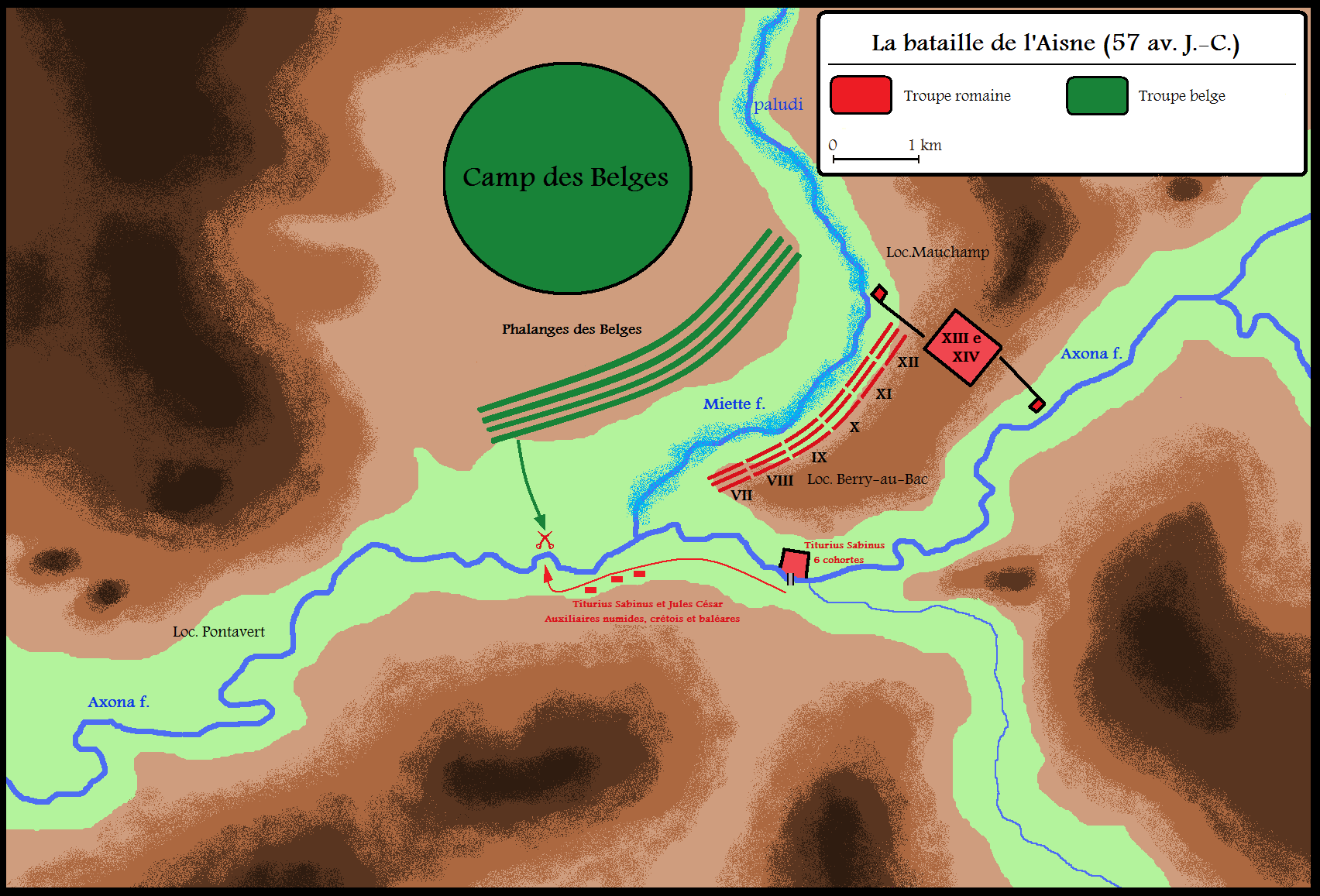
Bataille de l'Aisne opposant l'armée belge aux légions de César et de ses lieutenants Titurius Sabinus et Labienus.

Quelques accrochages ont lieu entre les deux armées, avant que César ne se décide à provoquer l'armée belge sur le champ de bataille. S'établissant sur une position élevée, en avant du camp, et il fait creuser des forts de part et d'autre de la colline pour protéger son flanc droit par des machines de guerre, l'autre flanc étant accoudé à la rivière. Les six légions de la campagne contre les Helvètes puis contre les Germains sont alignées devant le camp (les VII, VIII, IX, X, XI et XII), les deux dernières étant mises en réserve (les XIII et XIV). Face à lui, Galba organise ses troupes en plusieurs lignes. Un marais peu étendu sépare les deux armées. Après quelques combats de cavalerie, César fait rentrer ses troupes dans le camp, poussant ainsi les Belges à passer à l'attaque et à tenter de traverser l'Axona pour prendre à revers l'armée romaine, ou encore s'emparer du fort de Quintus Titurius Sabinus, voire de ravager le territoire des Rèmes et de couper ainsi le ravitaillement du camp de César.
Le proconsul rejoint alors Titurius Sabinus de nuit, avec toute sa cavalerie, ainsi que les Numides, les archers et les frondeurs, et prend par surprise une troupe belge essayant de traverser la rivière. À la suite de ces pertes, à l'impossibilité de s'emparer du fort de Titurius Sabinus, ou à couper le ravitaillement, les Belges décident de se retirer sur leurs terres, quand ils apprennent l'arrivée des Éduens de Diviciacos qui ravageaient leurs terres. Avant minuit, les Belges quittent le champ de bataille et César attend l'aube, croyant à une ruse, avant d'envoyer la cavalerie romaine et trois légions menées par Titus Labienus poursuivre l'armée ennemie et lui infliger de sévères pertes, sans grande résistance. Ainsi se termine la bataille de l'Aisne, sans véritable combat, mais de très importantes pertes belges lors de leur retraite qui se transforme en massacre quand les légions les rattrapent durant toute la journée suivante,.

## Conséquences
Le lendemain, César, avant que les ennemis retrouvent le moral à la suite du récent massacre, conduit son armée sur les terres des Suessions et marche sur leur principal oppidum (Noviodunum, « nouvelle ville » en celte, aujourd'hui Villeneuve-Saint-Germain ou Pommiers près de Soissons). Il tente un assaut contre la ville, qui manque de garnison, mais échoue et prépare un siège. Les restes des Suessions de l'armée belge parviennent à intégrer la ville avant que César puisse établir ses machines de siège. Mais, effrayé par la technique, l'ampleur et la promptitude des Romains dans les travaux de siège, Galba offre la soumission de son peuple, donnant ses deux fils pour otage et déposant les armes. César consent à laisser la vie sauve aux Suessions sur l'insistance des Rèmes.
Une dernière bataille aura lieu sur la rivière Sabis qui verra les Romains triompher avec pertes.

### Sources
- Jules César (trad. Désiré Nisard), La Guerre des Gaules, Didot, Paris, 1865 (lire en ligne).
- Jérôme Carcopino et Pierre Grimal, Jules César, Paris, Presses universitaires de France, 1990, 6e éd., 591 p. (ISBN 978-2-13-042817-6).